# Robert Peary
Robert Edwin Peary (6. května 1856 Cresson, Pensylvánie – 20. února 1920 Washington, D.C.) byl americký polárník, který byl prohlášen za prvního člověka, který dosáhl severního pólu (1909). Jeho prvenství bylo zpochybněno Frederickem Cookem, který jej měl dosáhnout o rok dříve. Novějším zkoumáním bylo zpochybněno, zda Peary do oblasti severního pólu skutečně doputoval.

## Život
Robert Peary se narodil 6. května 1856 v Pensylvánii v Cressonu. Vyrůstal sám s matkou, otec zemřel, když mu byly tři roky. Vystudoval Portlandskou střední školu a později absolvoval Bowdoinskou vysokou školu. V roce 1877 nastoupil k americkému námořnictvu jako stavební inženýr.  V jeho službách se v roce 1884 účastnil vyměřování  v Nikaragui. Touto zemí měl původně vést kanál spojující Atlantský a Tichý oceán (později vybudovaný v Panamě a známý jako Panamský průplav).

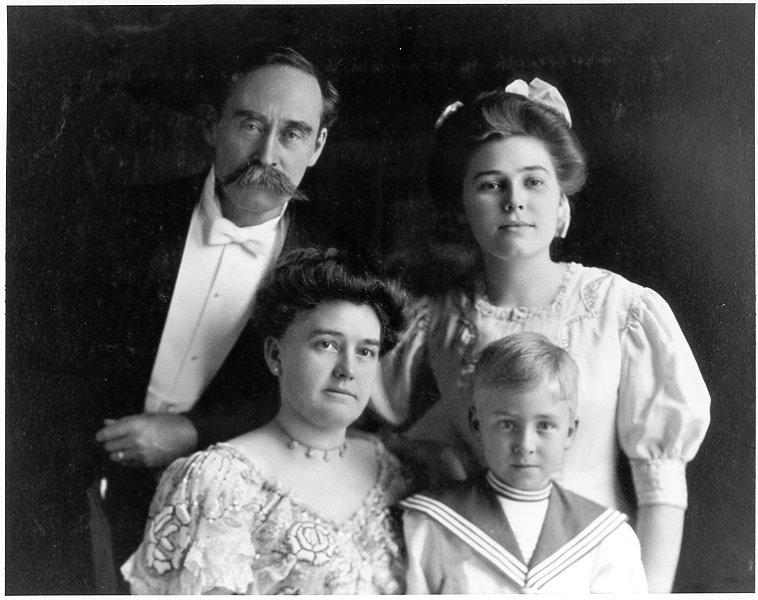
Peary s manželkou a dětmi

S manželkou Josephinou měl dvě děti; dceru Marii (narodila se v Grónsku v roce 1893) a syna Roberta. Jako průzkumník byl Peary často pryč celé roky. Během prvních 23 let jejich manželství strávil se svou ženou a rodinou pouze tři roky. Měl dva nemanželské syny s mladou eskymáckou dívkou z osady Etah.
Jeho životním  cílem bylo dobytí severního pólu. V dubnu 1886 napsal pro Národní akademii věd práci, v níž navrhl dvě metody pro překonání grónského ledovce. V roce 1897 vytvořil společnost Peary Adriatic Club, která měla podporovat a financovat polární výpravy. Nezapomínal při tom ani na obchodní prospěch. Již v roce 1894 objevil v Grónsku několikatunový meteorit, který přepravil do USA a prodal muzeu.
V roce 1910 byl povýšen do hodnosti námořního kapitána. V roce 1911 získal zvláštní ocenění Kongresu USA za dosažení severního pólu a titul kontradmirála.  Ještě téhož roku odešel do penze a usadil se v domě na ostrově Eagle v zátoce Casco v Maine, který byl v jeho majetku od roku 1881. Od roku 1916 se angažoval v organizacích podporujících využívání letadel ve vojenských a poštovních službách.
V roce 1914 koupil dům ve Washingtonu, kde žil až do své smrti. Zemřel 20. února 1920 na anémii  a je pohřben na Arlingtonském hřbitově.
V roce 1967 jeho rodina darovala ostrov Eagle, který je součástí města Harpswell, obyvatelům státu Maine. V roce 2014 byl ostrov i s Pearyho domem prohlášen za národní historickou památku.

## Polární výpravy

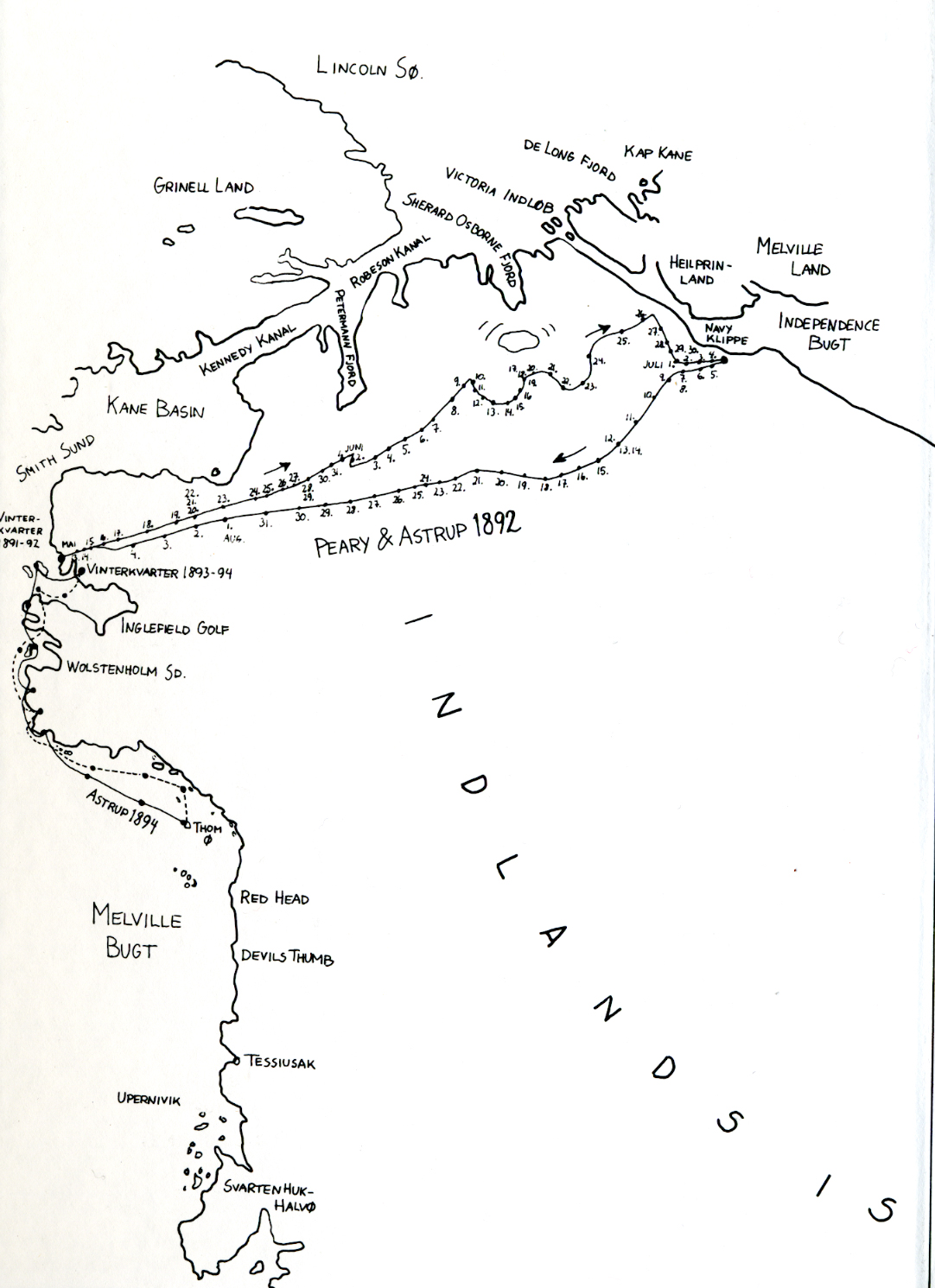
Astrupův nákres přechodu Grónska v roce 1892.

První výpravu podnikl v roce 1886 do Grónska, které hodlal přejít napříč se svým černošským sluhou Hensonem. Výprava ale skončila neúspěchem.
Druhá Pearyho výprava do Grónska v letech 1891–1892  byla úspěšná. Zúčastnili se jí čtyři muži (Henson, lékař Frederick Cook,  Nor Astrup, John  Verhoeff) a Pearyho manželka Josephina. Výzkumníci projeli celý ostrov na saních (1100 km) a dostali se k  fjordu Independence. Během těchto výprav studoval místní obyvatelstvo – Inuity a jejich zkušenosti s přežíváním v extrémních podmínkách. Peary také spoléhal na Inuity jako lovce a vodiče psů na svých výpravách. Byl průkopníkem systému využití podpůrných týmů a zakládání zásobovacích meziskladů. 

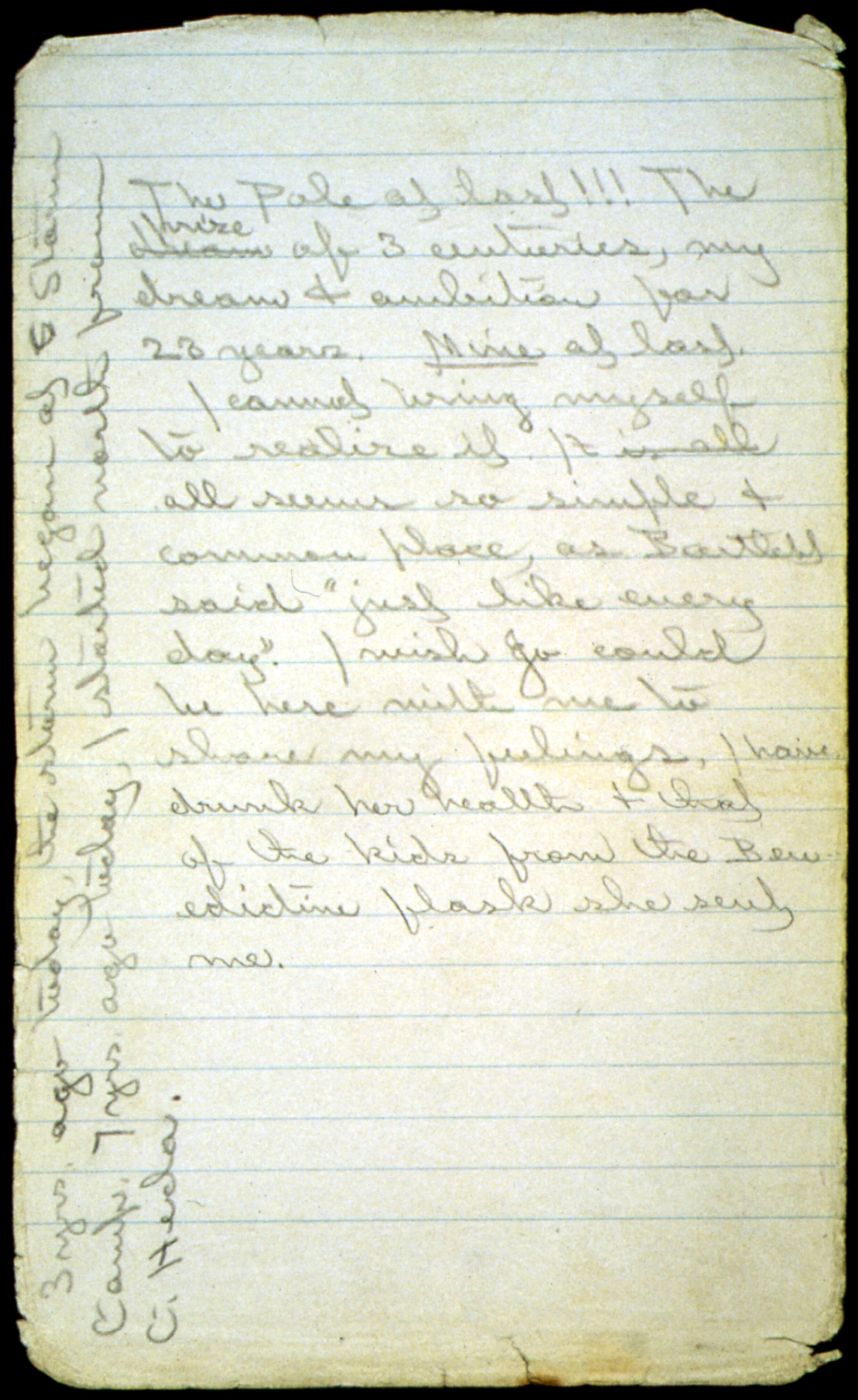
Stránka z Pearyho deníku – záznam o dobytí severního pólu

V roce 1898 se vydal na další výpravu s jediným cílem – dosáhnout severní pól. Expedice skončila neúspěchem, on sám navíc kvůli omrzlinám přišel o osm prstů na nohou. V severních oblastech pobyl do roku 1902, během této doby zkoumal pobřeží Grónska. Zjistil, že Grónsko je vlastně velký ostrov, který končí na 83° 40´ severní šířky. Získal cenné poznatky o pohybu ledu a dalších předpokladech nutných pro úspěšný postup k pólu.
V roce 1905 se do Arktidy vydal s lodí Roosevelt. Vlivem nepříznivého počasí a rychlého driftu ledových ker nemohl postupovat plánovanou rychlostí a musel se vrátit.  Peary prohlásil, že výprava dosáhla nového rekordu 87° 06´ severní šířky, ale tento údaj byl později zpochybněn.
V červenci 1908 se vydal na další výpravu k pólu, opět s lodí Roosevelt. Stejně jako při předchozí výpravě vyrazil koncem února 1909 z Grantovy země, ze Sheridanova mysu. 6. dubna 1909 se výprava dostala na vzdálenost pouhých 9 km od pólu. Tuto vzdálenost překonal pouze na lehkých saních a se čtyřmi Eskymáky a černošským sluhou Hensonem. Podle měření se dostali až na 89° 57´ severní šířky. Zde vyvěsili americkou vlajku a zanechali plechovou krabici se zprávou. Stal se tak prvním člověkem, který stanul na severním pólu.

## Pochybnosti

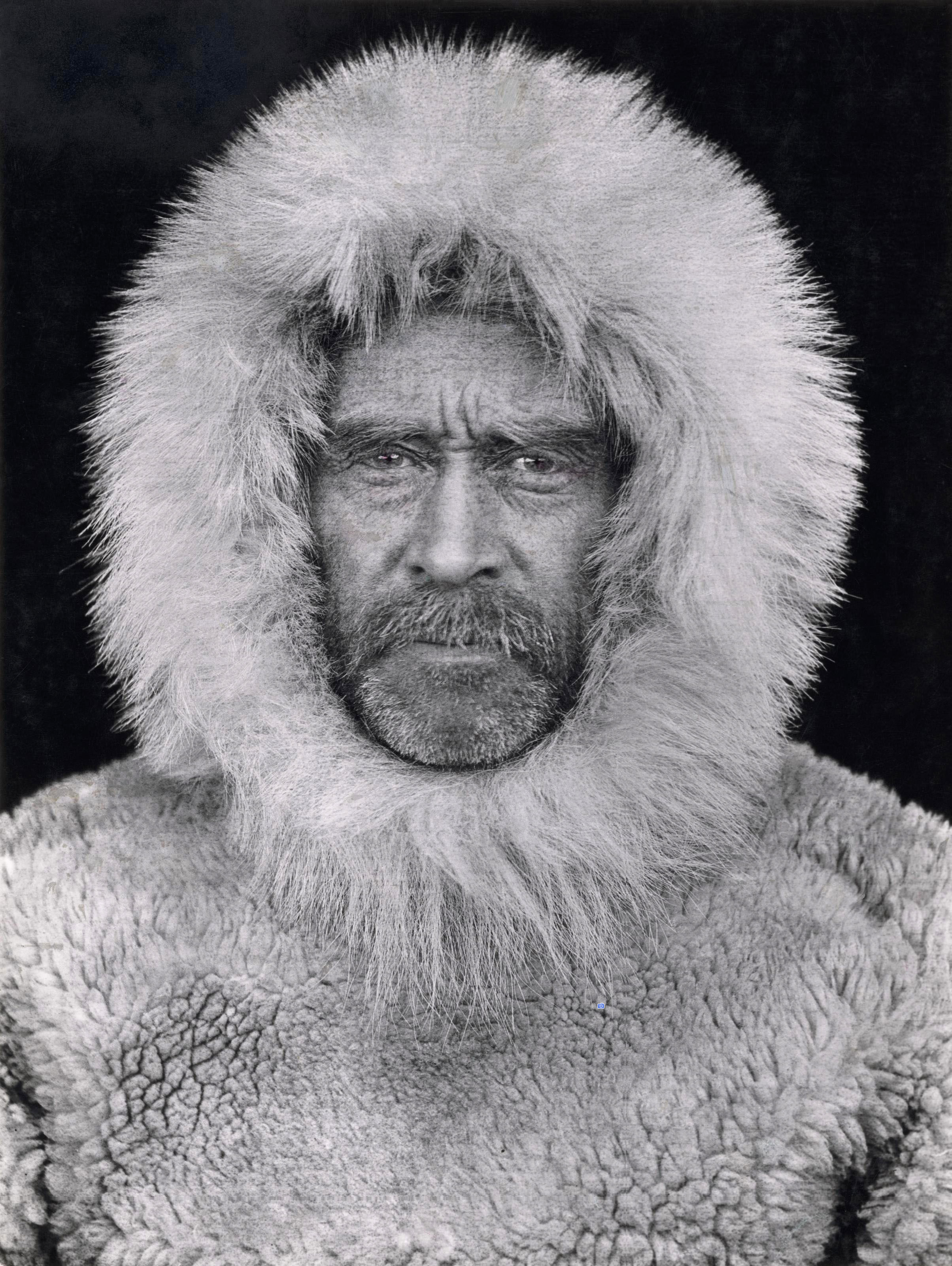
Robert Peary v roce 1909

Jeho prvenství zpochybnil Frederick Albert Cook, který tvrdil, že severního pólu dosáhl o rok dříve, 21. dubna 1908 (svoje prvenství mohl ale ohlásit teprve v roce 1909, neboť byl nucen v Arktidě přezimovat). Ve sporu o prvenství nakonec rozhodovala dánská komise, která označila za prvního člověka na severním pólu Pearyho. Toto prvenství později potvrdil i americký Kongres. Ovšem důkazy o jeho prvenství nejsou stoprocentní, neboť plechová krabice, kterou na pólu umístil se vinou pohybu ledové masy (severní pól není na pevnině) ztratila.
Pochybnosti byly vzneseny o závěrečné etapě cesty k pólu. Peary nezaznamenával data při zjišťování polohy a ve skupině nebyl nikdo další se znalostmi navigace schopný správnost zjištěné polohy dosvědčit. Nalezeny byly také nesrovnalosti v cestovní rychlosti, která se měla v tomto úseku cesty velice výrazně zvýšit.
První výpravou, jež prokazatelně dobyla severní pól pozemní cestou, byla expedice čtyř polárníků v čele s Američanem Ralphem Plaistedem 19. dubna 1968.
V květnu 1926 přeletěla přes severní pól ve vzducholodi Norge mezinárodní expedice vedená Roaldem Amundsenem, aniž by však na  přistála na led.